# Пожарський район
Пожарський район (рос. Пожарский район) — район Приморського краю, Росія.
Адміністративний центр — селище міського типу Лучегорськ.

## Географія
Загальна протяжність кордону Пожарського муніципального району становить приблизно 1255,4 км, з них 526,1 км - частина кордону з Хабаровським краєм і 76,6 км - частина кордону з Китайською Народною Республікою. Кордон складається з п'яти основних ділянок. Площа району становить 22 670 км².
Пожарський муніципальний район межує на півночі з Хабаровським краєм, на сході - з Тернейським районом, на півдніе - з Красноармійським районом, на південному-заході - з Дальнєрєченським районом, на заході проходить Державний кордон між Російською Федерацією і Китайською Народною Республікою.
Протяжність району з півночі на південь від 40 до 120 км, із заходу на схід перевищує 300 км.
Рельєф
Більшу частину району займає басейн річки Бікин. Рельєф різноманітний - від плоских рівнин (Алчанська марь) до розчленованого середньогір'я. В районі знаходиться найвища точка всього Приморського краю - гора Анік (1932 м).
Захід території (долина річки Уссурі і в нижній течії річки Бікин) характеризується рівнинним і низькогірним рельєфом. Долини річок широкі, місцями заболочені. Над горбистими рівнинами лише місцями піднімаються сопки. Найбільш високі вони в межах району - хребет Стрельникова (до 944 м), гора Синя (1115 м). На схід басейн Бікин звужується, обрамляючі його вододіли стають вищими і крутішими. Схід району найбільш піднесений. На вододілі річок Бікин і Максимівка гори піднімаються до 1758 м, а на вододілі Бікині і Хору до 1932 м (Анік). Верхні ліві притоки Бікині (річки Зева і Кілоу) стікають з обширного Зевінського плато, яке плавно знижується, від 1000 м на головному вододілі Сіхоте-Аліня до 500-600 м в районі річки Бікині. Річки тут течуть в глибоких V-образних долинах до 200-300 м завглибшки.

## Історія
Район був утворений 14 вересня 1939 року.
Пожарський район отримав назву в пам'ять про Героя Радянського Союзу - Івана Олексійовича Пожарського, який загинув під час  боїв з японцями у озера Хасан в 1938 році.

## Економіка
- Видобуток бурого вугілля на Лучегорському вугільному розрізі.
- Отримання електроенергії на Приморській ГРЕС.
- Сільське господарство.
- Через Пожарський район проходить Транссибірська магістраль, в районі знаходяться велика залізнична станція Губерово.[1]
- Джерело мінеральної води «Ластівка».
- Лісова промисловість.

## Відомі особистості
У районі народився:
- Говорушко Сергій Михайлович (1955—2024) — російський географ (с. Ігнатьєвка).

## Галерея

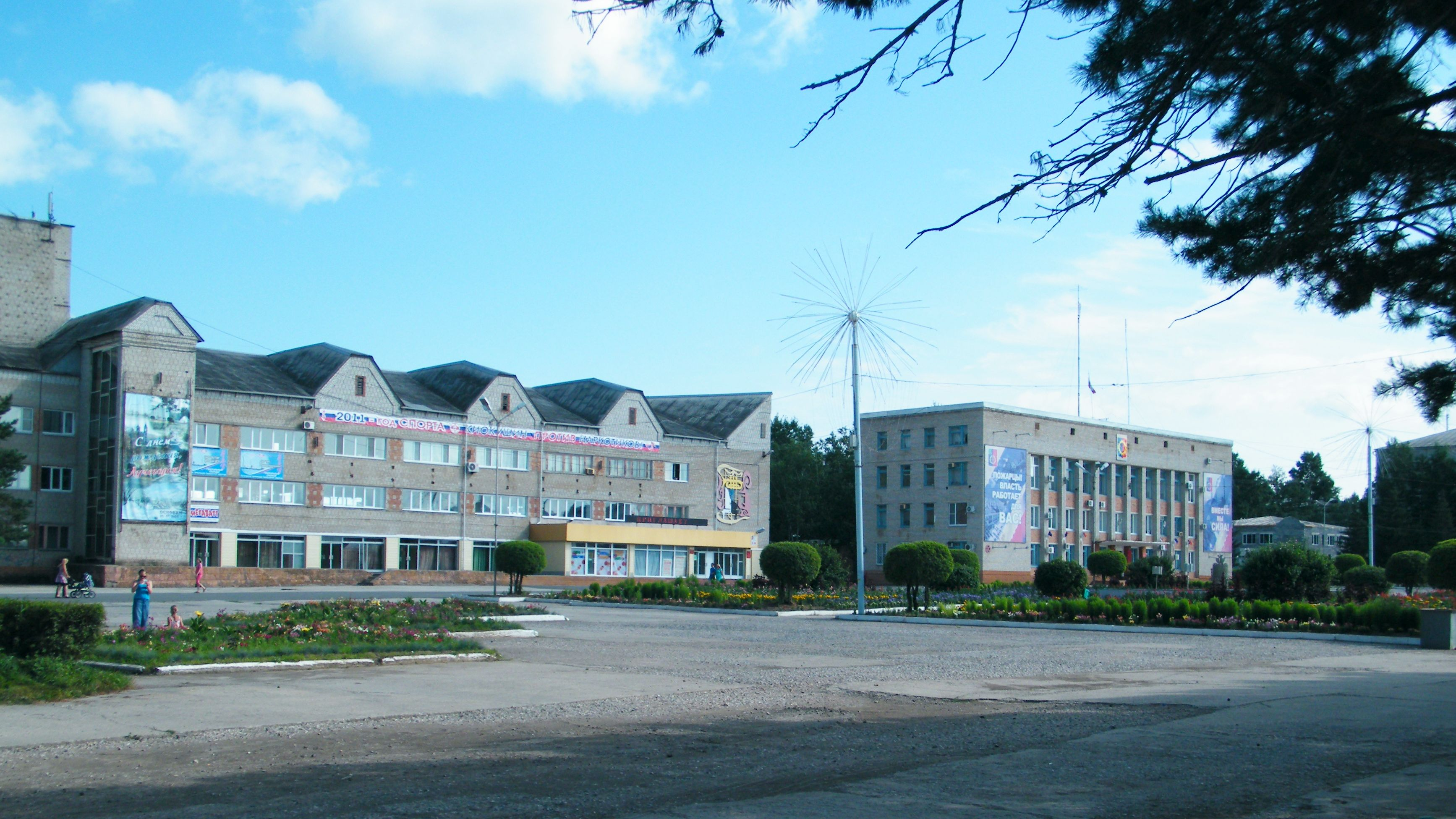
Районний центр Лучегорськ, палац культури і будівля адміністрації
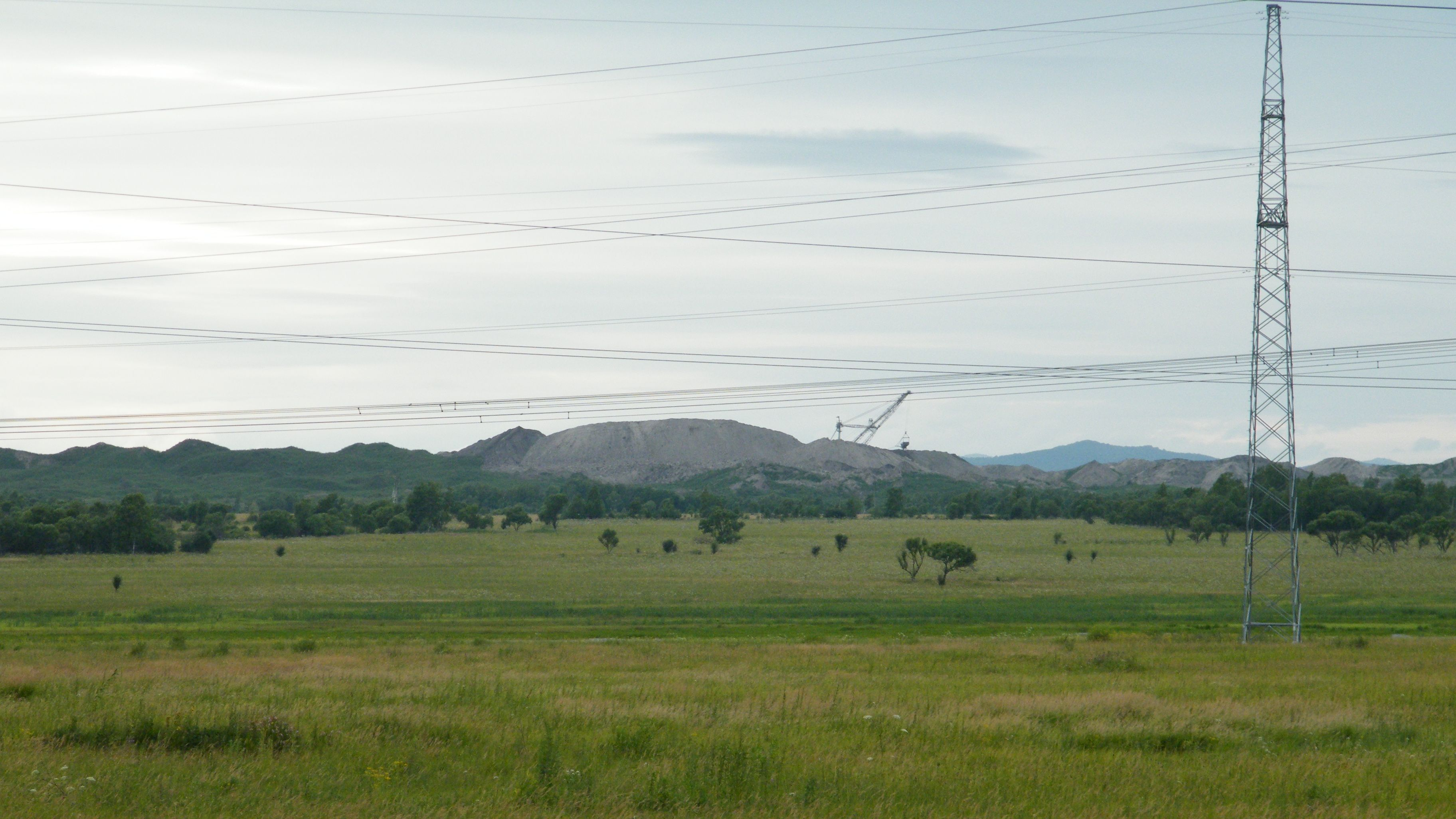
Лучегорський вугільний розріз